# 徳島刑務所暴動事件
徳島刑務所暴動事件（とくしまけいむしょぼうどうじけん）は、2007年（平成19年）11月16日午前9時25分に徳島刑務所第2工場で発生した囚人による暴動。

## 暴動までの経緯

### 虐待
徳島刑務所の医務課長（2007年当時）は、徳島刑務所に服役している囚人に対して虐待を行なっていた。主な虐待は囚人の肛門に対する虐待で、服役囚が身体の診察を願い出ると、なぜか身体ではなくズボンとパンツを脱ぐように言われて肛門に指を入れられた。虐待の対象とされたのは1度でも懲罰を受けると仮釈放の資格が極めて薄くなる無期懲役囚や、懲罰房に行きたくない病弱な老人だった。また診察内容に文句を言えば、たちまち特別警備隊が来て、抗弁（口答え）したとして懲罰房に連れていかれたという。
なお、肛門虐待以外にも様々な虐待があったとされる。
暴行
肛門に指を入れながら、服役囚の足をつねる、蹴る。
投薬中止
聴診器を耳にはめずに診療。それを医師に告げたため、投薬中止。
絶食
「身体がだるい」と訴えた患者に対し、3日間の絶食を通告。
適当な診察
患部も見ないで投薬。
医療放置
病気で苦しんでいるにもかかわらずに診療せず、投薬も遅れる。患者は午後に死亡。約6名ほど同例で亡くなったとされる。
挑発
「～でちゅ」「～でちゅよ～」と赤ちゃん言葉を使う。

### マフラー部隊の虐待
暴動の起こる直前である10月、他の刑務所から徳島刑務所への応援として10人ほどの刑務官がやって来る。徳島刑務所の刑務官と区別するためか、刑務官全員がマフラーをしていたため、服役囚からはマフラー部隊と呼ばれる。このマフラー部隊は、囚人にわずかな失敗があればたちまち懲罰房に送り込んだりした。前述の医師の虐待に加えて、この部隊の虐待も服役囚の不満を蓄積させた。
暴言
「（受刑者に対して）お前らは社会の屑だ」「俺たちに逆らうってことは国家に逆らうってことだ」など。
虐待
受刑者にわずかな落ち度＝懲罰房送りあるいは袋叩きの暴力行為。

### 暴動への兆候
医師の虐待はかなり前から存在していたようであり、2005年（平成17年）10月23日早朝には強盗致傷で10年の懲役を受け服役していた受刑者が自殺している。
2007年（平成19年）10月、前年に殺人未遂で服役していた受刑者が80人からなる受刑者の告発文書を取りまとめた。それによると医務課長が就任した2004年（平成16年）4月から2007年（平成19年）7月までの暴行を、実名で告発。受刑者21名が肛門虐待を受けたとしていた。
この情報を掴んだ週刊現代は、医務課長本人に直撃するために現地入りした。同年10月26日夜、医務課長に取材を試みるが、「施設（刑務所）の方に聞いてください」と繰り返し、2日後の28日にも取材を試みたが「死ね！」と暴言を吐かれた。
週刊現代の記者がかなり詳しく情報を掴んでいたことに刑務所側はあせり、内部調査を開始する。ただしそれは医務課長に対する虐待事実の調査ではなく、告発文書を取りまとめた受刑者の調査であった。そして11月15日にその受刑者を断定した刑務所は独居房に隔離し、16日に極秘裏に大阪刑務所（大阪府堺市堺区）に移送しようとした。ところが、極秘裏に行うはずだった移送が受刑者側に漏れ、激怒する。

## 暴動
11月16日午前9時25分、受刑者が徳島刑務所第2工場で工場備え付けの消火器を噴射。これを機に暴動が起こった。受刑者はマフラー部隊の刑務官を襲い、徳島刑務所に元から属す刑務官にはほとんど手を出さなかったとされる。この暴動で他の工場では作業が中止され、食堂に集められることになった。
暴動後、法務省や徳島刑務所は「原因を調査中」と発表したが、その一方で暴動に参加したり医務課長の虐待を訴えていた受刑者を他所に移送している。

## その後
この暴動事件を機に、新聞やテレビなどのマスコミも徳島刑務所の医療問題や虐待行為を大々的に報道した。暴動の原因のひとつとなった医務課長は暴動事件の直後に医療業務から外され、2008年1月には徳島刑務所から高松矯正管区に異動されている。
2008年2月、受刑者やその親族ら26人が、医務課長と徳島刑務所長（2009年3月に退職）ら3人を特別公務員暴行陵虐致傷の容疑で徳島地方検察庁に刑事告訴した。しかし10月、徳島地検は「正当な医療行為であり、殴る蹴るなどの事実はなかった」として3人を不起訴処分にした。この不起訴処分に対し、受刑者らの代理人である「徳島刑務所虐待事件弁護団」は検察審査会に審査申し立てを行なった。なお、告訴・告発の概要が、被害者の弁護団により、次のリンク先でPDF形式で公開されている。https://www.jca.apc.org/cpr/2008/kokuso.pdf